# Indio Rico
Indio Rico är en ort i Argentina.   Den ligger i provinsen Buenos Aires, i den sydöstra delen av landet, 500 km sydväst om huvudstaden Buenos Aires. Indio Rico ligger 143 meter över havet och antalet invånare är 1 054.
Terrängen runt Indio Rico är mycket platt. Runt Indio Rico är det mycket glesbefolkat, med 4 invånare per kvadratkilometer..
Trakten runt Indio Rico består i huvudsak av gräsmarker.